# Фомина, Акулина Павловна
Акули́на Павловна Фомина́ (28 ноября 1928, Султангулово — 11 февраля 2019, там же) — передовик производства (СССР), Герой Социалистического Труда (1966).

## Биография
Родилась в селе Султангулово (ныне — в Похвистневском районе Самарской области) в чувашской семье. В 1946—1984 годы работала свинаркой в колхозе им. Орджоникидзе.
Указом Президиума Верховного Совета СССР от 22 марта 1966 за достигнутые успехи в развитии животноводства, увеличении производства и заготовок мяса, молока, яиц, шерсти и др. продукции присвоено звание Героя Социалистического Труда.
Проживала в селе Султангулово, Похвистневского района Самарской области.

## Награждена
- орден Ленина
- медали
- Почётный гражданин Похвистневского района Самарской области (1999)
- Почётный гражданин Султангуловской волости[2] Самарской области (1999)